# Trebisonda Valla
Trebisonda "Ondina" Valla (Bolonia, 20 de mayo de 1916-L'Aquila, 16 de octubre de 2006) fue una atleta italiana que consiguió ser la primera campeona olímpica de su país al ganar los 80 metros vallas en los Juegos Olímpicos de Berlín 1936.
Su extraño nombre, Trebisonda, se debe a que su padre era un apasionado de la ciudad turca del mismo nombre. Pero pronto comenzaron a llamarla Ondina ("pequeña ola" en italiano), sobrenombre por el que es conocida. Era la más pequeña de cinco hermanos y además la única fémina.
Desde muy joven se mostró interesada en el atletismo. Ya en los campeonatos escolares de su ciudad rivalizaba con Claudia Testoni, atleta con la que mantendría una gran rivalidad durante toda su carrera, y que llegaría a ser plusmarquista mundial. En total Valla y Testoni se enfrentaron en 98 ocasiones, ganado Valla 60, Pesconi 33 y empatando 5 veces.
Con solo 13 años, Valla ya estaba considerada una de las mejores atletas italianas, y con 14 se proclamó campeona nacional absoluta.
Era una atleta muy versátil, capaz de hacer buenos resultados tanto en pruebas de vallas, como de velocidad, salto de longitud y salto de altura. Pronto se convirtió en la atleta favorita de los aficionados italianos. El régimen fascista de Mussolini aprovechó para hacer de Ondina Valla un ícono de la juventud italiana fuerte y saludable que deseaban promocionar. 
El momento cumbre de su vida deportiva llegó en los Juegos Olímpicos de Berlín 1936. Estos Juegos vinieron marcados por su enorme politización, convirtiéndose en un vehículo para la propaganda nazi.
El 5 de agosto Valla ganó la semifinal de los 80 metros vallas con un nuevo récord mundial de 11,6 Al día siguiente se disputó la final, en la que también estuvo su compatriota Claudia Testoni. Fue una carrera muy apretada, con cuatro atletas llegando a la meta en la misma décima de segundo. Pese a todo no hubo dudas de la victoria de Valla con 11,7, aunque fue necesaria la fotofinish para determinar la segunda y la tercera posición. Finalmente la plata fue para la alemana Anni Steuer y el bronce para la canadiense Elizabeth Taylor (sic). Por su parte Claudia Testoni se quedó fuera del podio en cuarta posición.
La imagen de Ondina Valla haciendo el saludo fascista en el podio se hizo muy popular. 
Tras los Juegos se vio afectada por problemas de espalda que limitaron bastante su rendimiento. Continuó compitiendo hasta 1942. Las suspensiones de los Juegos Olímpicos de 1940 y 1944 a causa de la guerra le impidieron aumentar su palmarés.
En 1944 se casó con un cirujano ortopédico llamado Guglielmo De Lucchi, con el que tuvo a su único hijo, Luigi. En el momento de su muerte a los 90 años en 2006 estaba ya viuda y vivía precisamente con su hijo en L'Aquila, región de Abruzzo.
Se dio la circunstancia de que en 1978 le robaron la medalla de oro olímpica. Por eso en 1984 el entonces presidente de la Federación Italiana de Atletismo, Primo Nebiolo, le regaló una réplica idéntica de la medalla ganada en Berlín.